# Eublemma permixta
Eublemma permixta là một loài bướm đêm trong họ Erebidae.